# Cokato
Cokato és una població dels Estats Units a l'estat de Minnesota. Segons el cens del 2000 tenia 2.727 habitants.

## Demografia
Segons el cens del 2000, Cokato tenia 2.727 habitants, 990 habitatges, i 663 famílies. La densitat de població era de 822,6 habitants per km².
Dels 990 habitatges en un 36,6% hi vivien nens de menys de 18 anys, en un 51,1% hi vivien parelles casades, en un 11,2% dones solteres, i en un 33% no eren unitats familiars. En el 29,7% dels habitatges hi vivien persones soles el 17% de les quals corresponia a persones de 65 anys o més que vivien soles. El nombre mitjà de persones vivint en cada habitatge era de 2,66 i el nombre mitjà de persones que vivien en cada família era de 3,33.
Per edats la població es repartia de la següent manera: un 31,8% tenia menys de 18 anys, un 8,4% entre 18 i 24, un 25,4% entre 25 i 44, un 16,9% de 45 a 60 i un 17,5% 65 anys o més.
L'edat mediana era de 33 anys. Per cada 100 dones de 18 o més anys hi havia 90,3 homes.
La renda mediana per habitatge era de 39.613 $ i la renda mediana per família de 51.645 $. Els homes tenien una renda mediana de 35.362 $ mentre que les dones 21.484 $. La renda per capita de la població era de 17.149 $. Entorn del 7,1% de les famílies i el 7,7% de la població estaven per davall del llindar de pobresa.

## Poblacions més properes
El següent diagrama mostra les poblacions més properes.